# Carterica soror
Carterica soror là một loài bọ cánh cứng trong họ Cerambycidae.